# ダグラス・マクグラス
ダグラス・マクグラス（Douglas McGrath、1958年 - 2022年11月3日）は、アメリカ合衆国の脚本家、映画監督、俳優。

## 略歴
テキサス州ミッドランド出身。プリンストン大学卒業。1994年公開の『ブロードウェイと銃弾』でアカデミー脚本賞にノミネートされた。
1995年にジェーン・リード・マーティンと結婚。

## 主な作品
| - サタデー・ナイト・ライブ Saturday Night Live (12エピソード, 1980–1981) - L.A.ロー 七人の弁護士 L.A. Law (1エピソード, 1989) - One Rat, One Ranger - ボーン・イエスタデイ Born Yesterday (1993) - ブロードウェイと銃弾 Bullets over Broadway (1994) - Emma エマ Emma (1996) - CIAの男 Company Man (2000) - ディケンズのニコラス・ニックルビー Nicholas Nickleby (2002) - Infamous (2006) - Checkers (2012) (リチャード・ニクソンの若い頃を描いた演劇) - ビューティフル Beautiful: The Carole King Musical (2014) (ミュージカル) | - クイズ・ショウ Quiz Show (1994) – スノッドグラス - デイトリッパー The Daytrippers (1996) – チャップ - aka En route vers Manhattan - Prix Fixe (1997) – ボブ・ウォーターマン - ハピネス Happiness (1998) – トム - セレブリティ Celebrity (1998) – ビル・ゲインズ - インサイダー The Insider (1999) – 私立探偵 - CIAの男 Company Man (2000) – アラン・キンプ - おいしい生活 Small Time Crooks (2000) – フレンチーの弁護士 - さよなら、さよならハリウッド Hollywood Ending (2002) – バーベキューの客 - フィクサー Michael Clayton (2007) – ジェフ・ガフニー - ソリタリー・マン Solitary Man (2009) – エドワード・ギトルソン学部長 | - Emma エマ Emma (1996) - CIAの男 Company Man (2000) - ディケンズのニコラス・ニックルビー Nicholas Nickleby (2002) - Infamous (2006) - His Way (2011) (ジェリー・ワイントローブについてのテレビ・ドキュメンタリー映画) - ケイト・レディが完璧な理由 I Don't Know How She Does It (2011) |